# Anatemnus subvermiformis
Anatemnus subvermiformis es una especie de arácnido del orden Pseudoscorpionida de la familia Atemnidae.

## Distribución geográfica
Se encuentra en Laos y Vietnam.